# Тип 89 (танк)
«89-тип средний танк» (яп. 八九 式 中 戦車 — хачикю: сики чу: сэнся) или Тип 89 — японский средний танк 1930-х годов. Также известен под кодовым обозначением «イ号» (иго:). Был создан в 1929 году и стал первым японским серийным танком собственной разработки. Также Тип 89 стал первым в мире серийным танком с дизельным двигателем. В 1930-е годы, до начала массового производства танков «Ха-Го» и «Чи-Ха», Тип 89 составлял основу японских танковых войск. К началу Второй мировой был в основном заменён в войсках более современными танками, но последние бои машины этого типа приняли в 1944 году на Филиппинах. В литературе порой употребляется название «Чи-Ро», расшифровывающееся как «средний второй», но оно появилось уже на Западе.

## История создания
Тип 89 стал первым японским серийным танком. Основой для его конструкции послужили британские танки Medium Mk.C, закупленные японской армией в 1927 году. На их основе японцами был в 1929 году создан прототип танка «Осака Рёкогун Дзёхей № 2» или «Тип 2587» весом 9,8 тонн, не пошедший в производство из-за недостаточных брони и вооружения. К концу 1929 был закончен прототип более совершенного танка, получившего обозначение «Тип 2589», принятый на вооружение под названием «И-Го».
Первоначально Тип 89 разрабатывался как лёгкий танк, но в 1935 году был переклассифицирован в средний.
Выпуск танка продолжался с 1931 по 1939 год, в разных источниках называются цифры от 230 до 404 выпущенных машин.

## Описание конструкции
Тип 89 имел классическую компоновку, с размещением моторно-трансмиссионного отделения в кормовой, а отделения управления и боевого отделения — в лобовой части машины. Экипаж танка состоял из четырёх человек: механика-водителя и стрелка, располагавшихся в отделении управления, и командира с заряжающим, находившихся в двухместной башне.

### Броневой корпус и башня
Броневой корпус Тип 89 целиком собирался на каркасе при помощи заклёпок. Корпуса первых машин представляли собой прямую переделку исходного «Medium Mk.C». Для преодоления широких рвов сзади часто крепился откидной «хвост» — архаичная уже в то время конструкция. С 1933 года танки получили новую лобовую часть корпуса с единым прямым лобовым листом небольшого угла наклона, придававшим танку своеобразный и узнаваемый вид.

### Вооружение
Основным вооружением танка на первых образцах являлась 37-мм пушка Тип 11, на серийных машинах заменённая на 57-мм пушку Тип 90 с длиной ствола 18,4 калибра. С 1937 года танки перевооружались новыми 57-мм пушками Тип 97 со схожими характеристиками. Боекомплект танка составлял 100 выстрелов, причём первоначально бронебойные снаряды не входили в него вовсе.
Вспомогательное вооружение танка составляли два 6,5-мм пулемёта Тип 91. Один из пулемётов находился в лобовом листе корпуса, первоначально в правой его части, а на модификации «Оцу» — в левой. Второй пулемёт располагался в корме башни, на первой модификации строго в центре, а начиная с варианта «Оцу» с изменённой формой башни — в левой её части. Боекомплект пулемётов составлял 2750 патронов в магазинах по 45 патронов.

### Двигатель и трансмиссия
На первых машинах устанавливались карбюраторные двигатели «Даймлер», вскоре заменённые двигателем «Мицубиси» жидкостного охлаждения мощностью 115 л. с., созданным на основе авиационного. Однако опыт эксплуатации танка в Маньчжурии показал недостаточную надёжность этого двигателя при низких температурах, поэтому вскоре после начала в 1933 году серийного производства тракторно-танковых дизелей, на Тип 89 начали устанавливать 6-цилиндровые дизели «Мицубиси» воздушного охлаждения мощностью 120 л. с. На модификации «Оцу» устанавливались более мощные, 160-сильные двигатели.

### Ходовая часть
В целом конструкция подвески Тип 89 была довольно архаичной для 1930-х годов. Из 9 опорных катков малого диаметра каждого борта, 8 блокировались попарно в тележки с рессорной подвеской, а передний, 9-й каток имел независимую пружинную подвеску. Вся подвеска была закрыта броневыми фальшбортами.
Ведущие катки задние (после Тип 89, все японские танки выполнялись с передними ведущими катками), зацепление гусениц цевочное. На танках модификации «Коо» стояли крупнозвенчатые гусеницы, с модификации «Оцу» заменённые на более прочные мелкозвенчатые. Ширина гусениц с шагом трака 150 мм составляла 305 мм.

## Модификации
Чёткая картина по модификациям Тип 89 отсутствует. Имеется две чётко определённых модификации — более ранняя «2589 Коо» и поздняя «2589 Оцу», но по поводу того, к какой из них относится каждый из выпущенных танков, в разных источниках приводятся совершенно разные данные.

### «2589 Коо»
Ранняя модель, известная также как «Тип 89 A», выпускавшаяся в 1931—1937 годах. По наиболее авторитетным японским источникам, к этой модели относятся танки с бензиновым двигателем, ломаным лобовым листом корпуса, левым расположением механика-водителя, крупнозвенчатыми гусеницами и скруглённой башней.

### «2589 Оцу»
Улучшенная модель, известная также как «Тип 89 B». Разные источники расходятся в том, какие именно из выпущенных Тип 89 относятся к этой модификации. По одним данным, к ней относятся выпускавшиеся с 1935 года машины со спрямлённым лобовым листом корпуса, дизельным двигателем мощностью 120 л. с., правым расположением механика-водителя, более прочными мелкозвенчатыми гусеницами и изменённой формой башни. По другим, выпуск «2589 Оцу» начался ещё в 1931 году и общей чертой танков этого варианта являлся лишь спрямлённый лобовой лист корпуса, тогда как остальные усовершенствования вносились в конструкцию танков постепенно в ходе производства.
Более поздний вариант «2589 Оцу», оснащённый новым дизельным двигателем мощностью 160 л. с. и коробкой передач с понижающей передачей часто проходит в западных источниках под неправильным обозначением «Тип 2594». Масса танка на последних вариантах дошла до 15,4 тонн.

## Машины на базе Тип 89

### Инженерная машина Тип 96, «СС-Ки»
На базе «Чи-Ро» в 1936 году выпускалась инженерная машина под названием «Соко-Сагюося», обычно сокращаемого до «СС-Ки». Машина, представлявшая собой Тип 89 с демонтированной башней и новой, лишённой дополнительной брони ходовой частью, сокращённой до восьми опорных катков, первоначально предназначалась для борьбы с укреплениями и оборудовалась 2 или 3 огнемётами и пулемётом, но, по запросам армии, на него было в разных вариантах установлено дополнительное оборудование, превращавшее «СС-Ки» скорее в инженерную машину. В разных комбинациях на него устанавливались экскаватор для рытья окопов, минный плуг, оборудование для постановки дымовой завесы и другие, но единственной полезной функцией оказался мостоукладчик. Всего было выпущено, по разным данным, от 51 до 119 машин этого типа.

### САУ на базе Тип 89
На базе Тип 89 были разработаны различные проекты САУ, но ни один из них не продвинулся дальше опытных образцов, а многие и вовсе так и остались на бумаге, например, «Дзиро-Ся» — противотанковая САУ с традиционным для машин этого класса расположением двигателя в передней части машины, а пушки — в задней, в открытой сверху рубке.

## Боевое применение
Впервые Тип 89 были использованы в боевых действиях во время Шанхайского инцидента в 1932 году. Первые 40 Тип 89 в составе 1-го танкового батальона прибыли в Шанхай 11 февраля, ещё некоторое их количество находилось в распоряжении отрядов морской пехоты. В боях они показали себя лучше применявшихся там же танков «Оцу Гата Сенся», представлявших собой модернизированные в Японии NC-27 французского производства и с того момента стали основной силой японских бронетанковых войск.
В боях в Китае в 1937—1938 годах Тип 89 довольно хорошо показали себя, используясь исключительно для поддержки пехоты, в то время как немногочисленная, большей частью устаревшая даже по сравнению с японскими танками и плохо организованная китайская бронетехника не оказывала серьёзного сопротивления. В то же время, успешность действий танковых частей ограничивалась устаревшей и закоснелой тактикой их использования, восходящей ещё ко временам Первой мировой, оставлявшей танкам, по сути, исключительно роль подвижных бронированных огневых точек для сопровождения пехоты.
Совсем другие результаты Тип 89 показали в боях на Халхин-Голе в 1939 году. Именно тогда крайне невысокие противотанковые качества 57-мм пушек Тип 90 и Тип 97, которые японцы долгие годы упорно игнорировали, привели к их разгрому. В боях принимали участие 34 танка Тип 89, в том числе ранней модели «Тип 89 Коо». Танки данного типа входили в состав 3-го и 4-го танковых полков, имевших 26 и 8 машин соответственно. Большинство из них были потеряны в первые же дни сражения от огня 45-мм танковых и противотанковых пушек, превосходивших японские орудия по дальности стрельбы и с лёгкостью пробивавшие тонкую броню японских танков, а к концу боевых действий японцы потеряли почти всю свою бронетехнику. Именно бои на Халхин-Голе продемонстрировали устарелость как самой японской техники, так и тактики её применения, что и побудило начать массовое производство более современных танков «Чи-Ха» и разработку их варианта «Шинхото Чи-Ха», вооружённого противотанковой пушкой, вскоре сменивших Тип 89 в роли основного танка японской армии, а также пересмотреть всю тактику действий вооружённых сил.
К началу боёв на Тихом океане, Тип 89, хоть и безнадёжно устаревшие, всё ещё оставались в строю японской армии. В боевых действиях на Малайе малоподвижные и обладавшие невысокой проходимостью Тип 89 участия не приняли, но в 1942 году 34 Тип 89 в составе 7-го танкового полка, приняли участие в захвате Филиппин, где понесли значительные потери. Броня Тип 89 пробивалась без труда даже крупнокалиберными пулемётами, хотя в целом, используясь на Филиппинах для поддержки пехоты, они показали себя довольно хорошо для столь устаревшей конструкции. Уцелевшие машины оставались на Филиппинах до 1944 года, когда им пришлось уже оборонять их от наступления американских войск.

## Оценка машины
Тип 89 во многом устарел по европейским меркам уже до своего создания. Хотя вооружение танка и подвижность по меркам пехотных танков не уступали европейским образцам, его бронирование было для этой задачи совершенно недостаточным и без труда пробивалось любой противотанковой пушкой или противотанковым ружьём.
Тем не менее, несмотря на все свои недостатки, Тип 89, как первый японский серийный танк, стал важным этапом в развитии японского танкостроения и до конца 1930-х годов оставался основной силой японских танковых войск.

## Сохранившиеся экземпляры
Не менее девяти экземпляров танка Тип 89 сохранилось до настоящего времени.
- Тип 89 B. В экспозиции музея Военной школы гарнизона Цутиуры Сил Самообороны Японии, Ибараки. Восстановлен до ходового состояния. Вооружение — макет.
- Тип 89 B. В открытой музейной экспозиции Центра по связи с общественностью военной базы Асака, Нэрима, Токио.
- Тип 89 B. В открытой музейной экспозиции Виллы Эскудеро. Сан Пабло, Лагуна. Машина поздней производственной серии.
- Тип 89 A. В открытой экспозиции Кавалерийской школы. Падаларанг, Западный Бандунг, Западная Ява. Машина ранней производственной серии (с ломаным передним броневым листом). Экспонируется с фантастическим макетом орудия.
- Тип 89 B. В хранилище Центра военной истории армии США, Аннистон, Алабама. Ранее находился в коллекции Абердинского полигона. Машина поздней производственной серии.
- Тип 89 B. На открытой выставке вооружений в мемориальном парке Второй Мировой войны. Кьета, Бугенвиль. В плохом состоянии.
- Тип 89 B. На заброшенном японском аэродроме Бонис на севере острова Бугенвиль. В запущенном состоянии.
- Два танка — один Тип 89 A (ранней производственной серии) и один Тип 89 B. Залив Рури Бэй, восточнее Бониса, север острова Бугенвиль. В джунглях, в плохом состоянии.

## Фотографии
- Машина ранней производственной серии, Рури Бэй, остров Бугенвиль